# Goethalsiella
Goethalsiella is een geslacht van rechtvleugeligen uit de familie sabelsprinkhanen (Tettigoniidae). De wetenschappelijke naam van dit geslacht is voor het eerst geldig gepubliceerd in 1927 door Hebard.

## Soorten
Het geslacht Goethalsiella omvat de volgende soorten:
- Goethalsiella genicularis Rehn, 1946
- Goethalsiella grandis Rehn, 1946
- Goethalsiella parvula Beier, 1962
- Goethalsiella tridens Hebard, 1927